# لمور ورزشکار فلورت
 لمور ورزشکار فلورت (نام علمی: Lepilemur fleuretae) نام یک گونه از سرده لمورهای ورزشکار است.